# IC 3763
IC 3763 је спирална галаксија у сазвјежђу Береникина коса која се налази на листи објеката дубоког неба у Индекс каталогу.
Деклинација објекта је + 21° 59' 6" а ректасцензија 12h 46m 45,9s. Привидна величина (магнитуда) објекта IC 3763 износи 16,2 а фотографска магнитуда 17,0. IC 3763 је још познат и под ознакама KUG 1244+222, PGC 86329.